# Swordsmen and Sorcerers’ Guild of America
Die Swordsmen and Sorcerers’ Guild of America (SAGA) (zu deutsch etwa: Gilde der Schwertkämpfer und Zauberer von Amerika) war eine Gruppe von amerikanischen Fantasy-Autoren, die seit den 1960ern bis in die 1980er existierte. Die Gruppe beschäftigte sich hauptsächlich mit Fantasyliteratur, insbesondere mit dem Subgenre Sword and Sorcery. Ziel der Gruppe war es, dieses Subgenre bekannt zu machen und als eigenständige Richtung in der Fantasyliteratur zu etablieren.

## Mitglieder
Entgegen ihrem Namen konnten auch Frauen Mitglied der SAGA werden. Die ersten Mitglieder waren in der Öffentlichkeit oftmals mehr für ihre Verdienste in der Science-Fiction-Literatur bekannt, da Fantasy als eigenständiges Genre noch nicht wirklich etabliert war. Dennoch wurde eine Mitgliedschaft nur denen gewährt, die sich auf dem Gebiet der Fantasyliteratur verdient gemacht hatten. Die ursprünglichen Mitglieder, die auch den harten Kern der Gruppe bildeten, waren:
- Poul Anderson (für seine Romane The Broken Sword and Three Hearts and Three Lions)
- Lin Carter (für seine Thongor-Serie)
- Lyon Sprague de Camp (für seine Poseidonis-Serie und seinen Einsatz, um Robert E. Howards Conan the Barbarian bekannt zu machen)
- John Jakes (für seine Geschichten um Brak the Barbarian)
- Fritz Leiber (für seine Fafhrd and the Gray Mouser-Serie)
- Michael Moorcock (für seine Geschichten um Elric von Melniboné)
- Andre Norton (für ihre "Witch World-Serie)
- Jack Vance (für seine Dying Earth-Geschichten)

Später wurden auch weitere Fantasy-Autoren in die Gruppe aufgenommen, darunter:
- C. J. Cherryh (für ihre Morgaine-Romane)
- Diane Duane (für ihren Roman The Door into Fire)
- Craig Shaw Gardner (für seine Geschichten um Ebenezum)
- Avram Davidson (für The Phoenix and the Mirror und andere Werke)
- Katherine Kurtz (für ihre Deryni-Romane)
- Tanith Lee (für ihre Birthgrave-Serie)
- Roger Zelazny (für seine Dilvishund Die Chroniken von Amber)

## Geschichte
Laut Lin Carter, der treibenden Kraft hinter der Gruppe, wurde die SAGA recht spontan gegründet. Ihre Haupttätigkeiten waren zu Beginn, sich auf Science-Fiction-Conventions auf ein paar Drinks zu treffen und sich gegenseitig mit pompösen Namen zu betiteln (Michael Moorcock wurde beispielsweise „Veiled Thaumaturge of the Mauve Barbarians of Ningg“ genannt). Die Gruppe blieb relativ formlos und ohne große Erwartungen seitens ihrer Mitglieder. Moorcock sagte von sich selber, dass er selbst nicht mal ein aktives Mitglied sei („wasn’t really an active member“).
Später veröffentlichte Lin Carter Werke von SAGA-Mitgliedern in seinen Flashing Swords!-Sammlungen, die bei Dell Publishing von 1973 bis 1981 veröffentlicht wurden.
Carter und die SAGA stifteten außerdem den Gandalf Award (nach J. R. R. Tolkiens Gandalf benannt) von 1974 bis 1981. Dieser wurde vom Worldcon-Komitee verwaltet. Die Preisträger wurden nach demselben Prinzip ermittelt, nach dem auch die Gewinner des Hugo Award gewählt wurden.
Der Gandalf Award bestand aus dem Gandalf Grand Master Award, der für Lebenswerke oder besondere Werke in der Heroischen Fantasy verliehen wurde, und dem Gandalf Book Length Fantasy Award. Letzterer wurde nur 1978 und 1979 verliehen, während der erste durchgehend verliehen wurde.
Nachdem Lin Carters Gesundheitszustand sich in den 1980ern verschlechterte, wurde keine weiteren Flashing Swords!-Sammlungen veröffentlicht und die SAGA selbst verlor an Bedeutung. Der Gandalf Award wurde 1981 zum letzten Mal verliehen.

## Bibliografie
Die Werke der SAGA als Gruppe wurden in den folgenden Sammlungen veröffentlicht:
1. Flashing Swords! #1, Lin Carter, ed. (1973)
2. Flashing Swords! #2, Lin Carter, ed. (1975)
3. Flashing Swords! #3: Warriors and Wizards, Lin Carter, ed. (1976)
4. Flashing Swords! #4: Barbarians and Black Magicians, Lin Carter, ed. (1977)
5. Flashing Swords! #5: Demons and Daggers, Lin Carter, ed. (1981)